# Princípio de Kerckhoffs

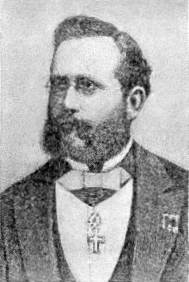
Retrato de Auguste Kerckhoffs. Autor Desconhecido.

O princípio de Kerckhoffs (também chamado de desiderato, suposição, axioma, doutrina ou lei de Kerckhoffs) da criptografia foi elaborado por Auguste Kerckhoffs, criptógrafo nascido na Holanda, no século 19: um sistema criptográfico deve ser seguro mesmo que tudo sobre o sistema, exceto a chave, seja de conhecimento público. 
Os seis princípios preconizados por Kerckhoffs são: 
1. O sistema deve ser materialmente, se não matematicamente, indecifrável;
2. É necessário que o sistema em si não requeira sigilo, e que não seja um problema se ele cair nas mãos do inimigo;
3. Deve ser possível comunicar e lembrar da chave sem a necessidade de notas escritas, e os interlocutores devem ser capazes de modificá-la a seu critério;
4. Deve ser aplicável à correspondência telegráfica;
5. O sistema deve ser portátil, e não deve exigir a participação de múltiplas pessoas na sua operação e manuseio;
6. Por fim, o sistema deverá ser simples de usar e não exigir conhecimentos profundos ou concentração dos seus usuários nem um conjunto complexo de regras.

Embora alguns desses princípios, como o princípio 4, não sejam mais tão relevantes atualmente, o princípio considerado mais relevante atualmente é o princípio 2, o qual pode ser resumido em um sistema de criptografia deve ser seguro ainda que o adversário conheça todos os detalhes do sistema, com exceção da chave secreta, contrastando com a segurança por obscurantismo. 